# Цейлонсько-голландська креольська мова
Цейлонсько-голландська креольська мова— креольська мова на основі голландської, якою користувалися на острові Цейло́н (Шрі-Ланка) з XVII по XIX століття. Наразі мова майже мертва, проте вона сильно впливає на сингальську і тамільську мови, які дуже популярні на острові.

## Історія
Між 1658 і 1795 роками більша частина острова Цейлон перебувала під управлінням Голландської Ост-Індійської компанії. Таким чином, багато голландців постійно жили на острові. Цейлонсько-голландська креольська мова зберігала анахронічні риси голландської, які губилися при її розвитку в Європі.
У 1795 році Велика Британія виборола Цейлон, а факторію Голландської Ост-Індійської компанії змінив британський торговий пост. У 1801 році англійська стала офіційною мовою острова. Багато голландців, а з ними і ряд цейлонських португальців, до 1840 року використовували англійську як основну розмовну мову. Британська адміністрація стала називати нащадків голландців і португальців Burgher Community (Товариство бюргерів), також бюргерами почали називати цейлонських голландців і португальців, які з'явилися на острові пізніше азійського населення.
До теперішнього використовується в голландської громаді (як креолізована форма голландської поряд із нідерландською) на Цейлоні. Наприклад, як літургійну мову реформатської церкви в Коломбо.
У 1897 році засновано «Товариство людей що розмовляють на голландській» — Het Hollandsch Gezelschapp van Ceylon.
У 1907 році було засновано Dutch Burgher Union of Ceylon — вже англомовне товариство. На той час чистою голландською володіла тільки одна шоста (0.0625%) населення, що і привело до розпаду старого і створення нового товариства.
Пізніше багато бюргерів Цейлону покинули острів і розселилися в інших місцях, що входять в британську сферу впливу. У 1930-ті роки Цейлонсько-голландська креольська витісняється англійською із ніші церковної мови. Тому до 1930-1950 років англійською володіло більшість бюргерів Цейлону.
Станом на 1980 рік бюргерів на Шрі-Ланці проживало близько 34 000 чоловік.

## Спорідненість з африкаанс
У літературі XIX століття, присвяченій германістики, часто говорилося про те, що цейлонсько-голландська креольська мова має багато спільного із африкаанс. Висловлювалися припущення, що цейлонсько-голландська і бурська пройшли через одні й ті ж зміни початкової голландської (наприклад, спрощення граматичної структури мови та інше). Однак у 1905 році германіст Хеселінг на основі власного дослідження цих мов показав, що ця подібність випадкова.
На доказ спорідненості мов широко використовувався той факт, що в 1925 році в Коломбо з Кейптауна приїхав пастор Якоб Абрахам де Клерк, який став проповідувати в місцевій церкві рідною мовою. Однак мова на Цейлоні на той час вже закріпилася, а де Клерк, швидше за все, проповідував англійською.